# اش فلت (آرکانزاس)
اش فلت (آرکانزاس) (به انگلیسی: Ash Flat, Arkansas) یک شهر در ایالات متحده آمریکا با جمعیت ۱٬۰۸۲ نفر است که در آرکانزاس واقع شده‌است.

## موقعیت جغرافیایی
موقعیت جغرافیایی شهرها و مناطق اطراف به شرح زیر است: